# Nephrolepis copelandii
Nephrolepis copelandii är en spjutbräkenväxtart som beskrevs av Warren Herbert Wagner. Nephrolepis copelandii ingår i släktet Nephrolepis och familjen Nephrolepidaceae. Inga underarter finns listade.